# 채우진
채우진(蔡宇鎭, 1987년 3월 11일 ~ )은 대한민국의 정치인이다.(더불어 민주당) 민선 7기 서울특별 마포구의회 의원이다.

## 학력
- 우석대학교 호텔관광학 학사
- 2015 ~ 2018 : 고려대학교 정책대학원 도시지방행정학 석사

## 경력
- 2015.02 ~ 2016.05 : 국회 정청래 의원실 비서관
- 2018.07 ~ : 민주평화통일자문회의 자문위원
- 2018.07 ~ 2022.06: 제8대 서울특별시 마포구의회 의원 (초선, 마 선거구)
- 2022.07 ~ : 제9대 서울특별시 마포구의회 의원 (재선, 마 선거구)

## 역대 선거 결과
|  | 12.01% |

|  | 54.32% |

|  | 39.93% |

## 논란
코로나로 인한 5인 이상 집합금지 어기다 적발되어 실시간 검색어 등극
2020년 12월 29일 마포구의회 등에 따르면 채 의원은 전날 밤 11시경 마포구 합정역 인근 파티룸에서 ‘5인 모임’을 하다가 경찰과 구청 단속팀에 발각됐다.
당시 ‘다수의 사람들이 모인 소리가 난다’는 취지의 신고가 접수됐고, 마포구청은 경찰에 협조를 요청해 즉각 출동했다. 현장에는 채 의원을 포함한 5명이 있었다.
채 의원은 동아닷컴에 “파티룸이 아니라 사무실인 줄 알았다”며 “(파티룸) 주인과 경찰이 얘기하는 과정에서 파티룸인 걸 뒤늦게 파악했다”고 해명했다.